# دیوید اویلوو
دیوید اویلوو (به انگلیسی: David Oyelowo) (زاده ۱ آوریل ۱۹۷۶) بازیگر و تهیه‌کننده انگلیسی-آمریکایی است.او فارغ‌التحصیل آکادمی موسیقی و هنرهای نمایشی لندن است. وی تا کنون دو بار نامزد دریافت جایزه گلدن گلوب و یک بار نامزد دریافت جایزه امی ساعات پربیننده شده‌است. همچنین وی به مقام افسر والا مقام امپراطوری بریتانیا (OBE) منصوب شده‌است.
فعالیت هنری او از سال ۲۰۰۱ و با حضور در تنازع برای بقا (۲۰۰۱) آغاز شد. او از سال ۲۰۰۲ تا ۲۰۰۴ در مجموعه تلویزیونی مأموران مخفی در نقش دنی ظاهر شده‌است. سپس او در فیلم‌های آوای تندر (۲۰۰۵)، بهترین مرد (۲۰۰۵)، از خط خارج شده (۲۰۰۵)، هر طور شما دوست دارید (۲۰۰۶)، آخرین پادشاه اسکاتلند (۲۰۰۶)، عاشق چه کسی هستی؟ (۲۰۰۸) و خشم (۲۰۰۹) ظاهر شد همچنین وی به خاطر بازی در فیلم ظهور سیاره میمون‌ها (۲۰۱۱) در نقش استیون نیز شناخته می‌شود. در همان سال در فیلم خدمتکاران و مجموعه تلویزیونی همسر خوب حضور یافت. در سال‌های بعد او در پسر روزنامه فروش (۲۰۱۲)، وسط ناکجا (۲۰۱۲)، لینکلن (۲۰۱۲)، جک ریچر (۲۰۱۲) و سرخدمتکار (۲۰۱۳) ظاهر شد. در سال ۲۰۱۴ او در فیلم‌های بلبل، میان‌ستاره‌ای، سلما در نقش روز مارتین لوتر کینگ جونیور و یک سال بسیار خشن بازی کرد، همچنین وی از سال ۲۰۱۴ تا ۲۰۱۸ به عنوان صداپیشه در شورشیان جنگ ستارگان حضور داشت. او در سال‌های ۲۰۱۵ و ۲۰۱۶ در فیلم‌های اسیر و ملکه کاتوه نقش آفرینی کرد. در سال ۲۰۱۸ علاوه بر حضور در فیلم‌های چین‌خوردگی در زمان و گرینگو، در مجموعه تلویزیونی بینوایان در نقش ژاور ظاهر شد.

## زندگی شخصی
او با جسیکا اویلوو در سال ۱۹۹۸ ازدواج کرد، آنها اکنون با چهار فرزندشان در لس آنجلس، کالیفرنیا زندگی می‌کنند.

## فیلم‌شناسی

### سینمایی
| سال  | فیلم                  | نقش                         | یادداشت     |
| ---- | --------------------- | --------------------------- | ----------- |
| ۲۰۰۱ | تنازع برای بقا        | سی جی                       |             |
| ۲۰۰۵ | آوای تندر             | پاین                        |             |
| ۲۰۰۵ | بهترین مرد            | گراهام                      |             |
| ۲۰۰۵ | از خط خارج شده        | افسر گشت                    |             |
| ۲۰۰۶ | هر طور شما دوست دارید | اورلاندو                    |             |
| ۲۰۰۶ | آخرین پادشاه اسکاتلند | دکتر توماس                  |             |
| ۲۰۰۸ | عاشق چه کسی هستی؟     | مادی واترز                  |             |
| ۲۰۰۹ | خشم                   | هومر                        |             |
| ۲۰۱۱ | ظهور سیاره میمون‌ها    | استیون                      |             |
| ۲۰۱۱ | خدمتکاران             | واعظ                        |             |
| ۲۰۱۲ | پسر روزنامه فروش      | یاردلی                      |             |
| ۲۰۱۲ | وسط ناکجا             | برایان                      |             |
| ۲۰۱۲ | لینکن                 | ایرا کلارک                  |             |
| ۲۰۱۲ | جک ریچر               | امرسون                      |             |
| ۲۰۱۳ | سر خدمتکار            | لوئیس                       |             |
| ۲۰۱۴ | بلبل                  | پیتر                        |             |
| ۲۰۱۴ | میان‌ستاره‌ای           | مدیر مدرسه                  |             |
| ۲۰۱۴ | سلما                  | روز مارتین لوتر کینگ جونیور |             |
| ۲۰۱۴ | یک سال بسیار خشن      | لاورنس                      |             |
| ۲۰۱۵ | اسیر                  | برایان نیکلاس               |             |
| ۲۰۱۶ | ملکه کاتوه            | رابرت                       |             |
| ۲۰۱۶ | نینا                  |                             |             |
| ۲۰۱۸ | چین‌خوردگی در زمان     |                             | نقش کوتاه   |
| ۲۰۱۸ | گرینگو                | هارولد                      |             |
| ۲۰۲۰ | به دوردست‌ها بیا       | جک لیتلتون                  |             |
| ۲۰۲۰ | پیتر خرگوشه ۲: فراری  | نایجل باسیل جونز            | صداپیشه     |
| ۲۰۲۰ | مرد آبی               | آموس بون                    |             |
| ۲۰۲۱ | آشوب مدام             | آرون                        |             |
| ۲۰۲۲ | ببین چگونه می‌دوند     | مروین کوکر-نوریس            |             |
| ۲۰۲۳ | کتاب کلارنس           | یحیی                        |             |
| ۲۰۲۴ | نقش‌بازی               |                             | آماده اکران |